# Universität Aveiro

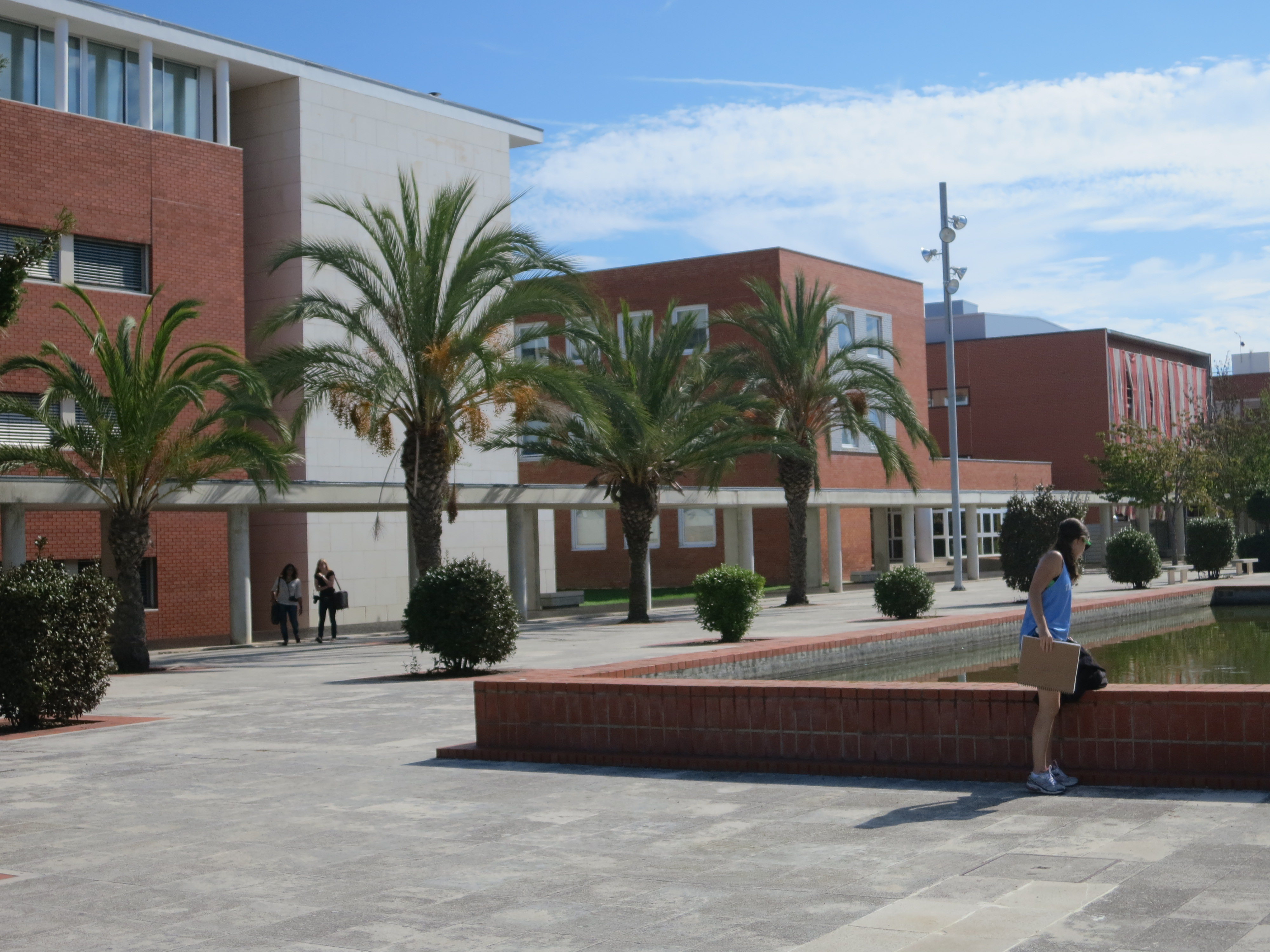
Campus der Universität Aveiro, Portugal, zentraler Freiraum mit Kolonnade und Institutsgebäuden.

Die Universität Aveiro (portugiesisch: Universidade de Aveiro) ist eine 1973 gegründete staatliche Universität in der portugiesischen Stadt Aveiro mit 13.675 Studenten.

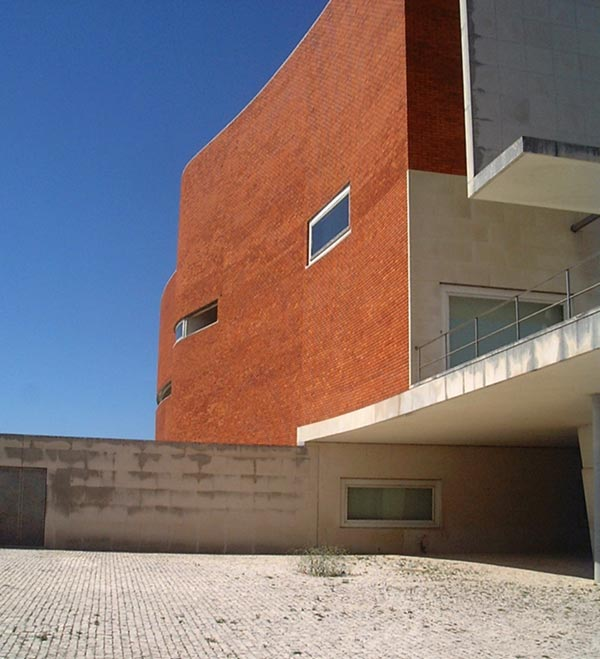
Die Universitätsbibliothek Aveiro des Architekten Álvaro Siza Vieira

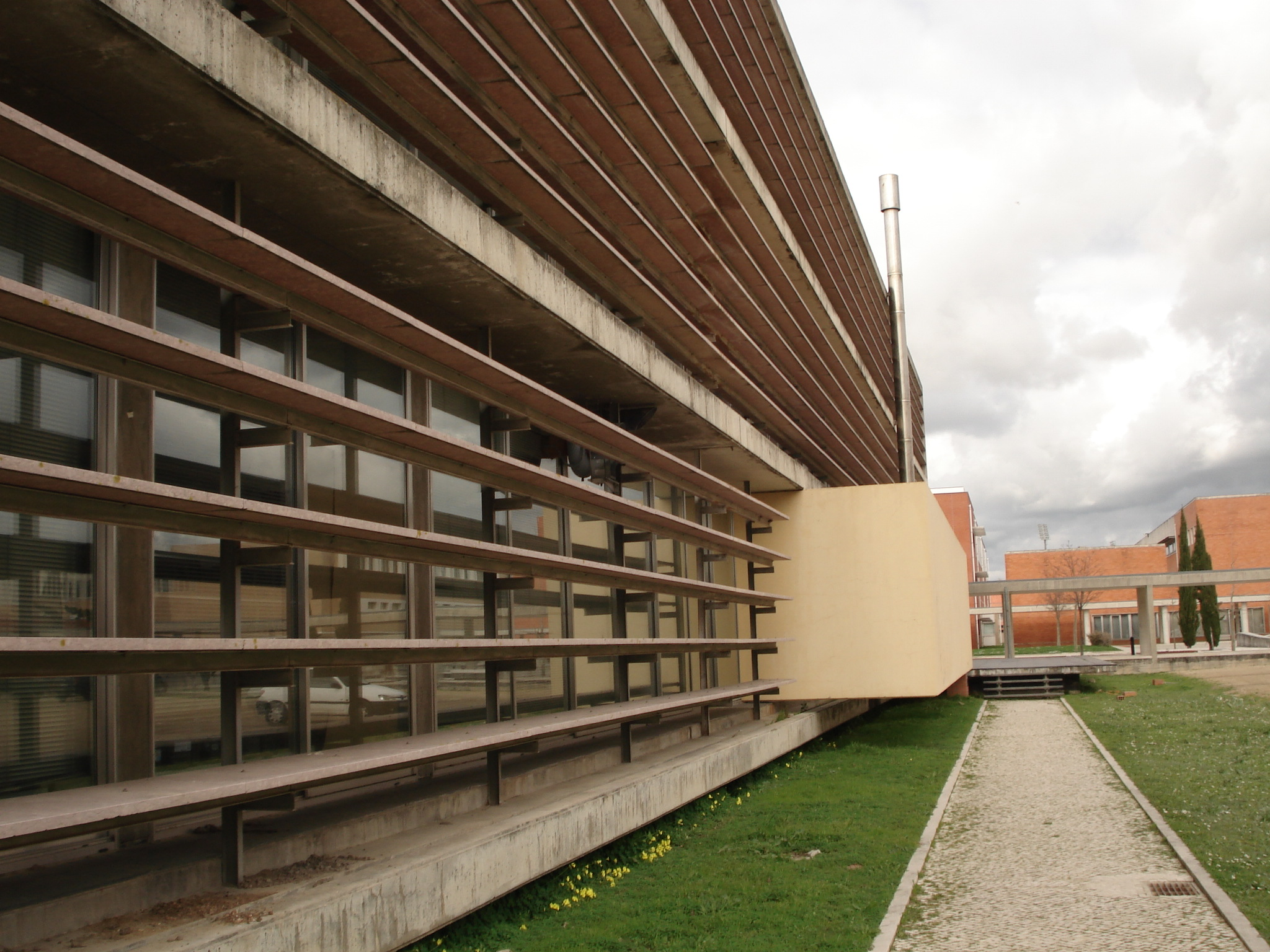
Institut für Geowissenschaften, Architekt: Eduardo Souto de Moura

Die Universität Aveiro bietet an 16 Fakultäten und Schulen insgesamt 58 Studienfächer an, davon 40 mit einem Abschluss als Master of Science und 25 als Doktor.

## Architektur
Der Campus wurde in den 1980er Jahren nach Plänen des Architekten Nuno Portas umgestaltet und ist geprägt von Architekten der Architekturschule von Porto. Er besteht aus streng geordneten gleich großen Zeilenbauten, die um einen zentralen Freiraum angeordnet sind, der sich zur weitläufigen Wasserlandschaft der Ria von Aveiro hin öffnet. Dieser Freiraum wird von einer überdachten Kolonnade umfasst, die Sonnen- und Regenschutz bietet und die meisten Institutsgebäude miteinander verbindet. Nur wenige Baukörper brechen aus dieser Ordnung aus, darunter die Mensa und die von Álvaro Siza Vieira entworfene Universitätsbibliothek, die die Form eines Elefanten annimmt. Ihr Volumen ähnelt denen der anderen Baukörper, doch ist sie um 90 Grad gedreht und orientiert sich dadurch zur Ria von Aveiro. Ihr Äußeres wird durch den Kontrast roter Ziegelflächen zu hellem Naturstein bestimmt, der Farb- und Materialkombination, die Nuno Portas' städtebaulicher Entwurf vorschreibt. Ebenfalls von Álvaro Siza Vieira ist der Wasserturm, ein markantes Objekt am westlichen Ende des Campus.
Es gibt dort auch Gebäude von anderen bekannten Architekten der Architekturschule von Porto wie Eduardo Souto de Moura (Institutsgebäude Geowissenschaften), Adalberto Dias, Alcino Soutinho und Goncalo Byrne (Rektorat).

## Fakultäten
Es gibt 16 Fakultäten aus den Bereichen Natur-, Ingenieurs-, Bildungs- und Sozialwissenschaften sowie der Medizin.:
- Biologie
- Chemie
- Bauingenieurwesen
- Kommunikation und Kunst
- Wirtschaft, Management, Wirtschaftsingenieurwesen und Tourismus
- Bildung und Psychologie
- Elektrotechnik, Telekommunikation und Informatik
- Umwelt und Planung
- Geowissenschaften
- Sprachen und Kulturen
- Material- und Keramikwissenschaften
- Mathematik
- Maschinenbau
- Medizin
- Physik
- Sozial-, Politik- und Territorialwissenschaften